# سعيد الحاج
سعيد الحاج (مواليد 2 فبراير 1990، لاعب كرة قدم قطري يجيد اللعب في مركز الدفاع مع نادي الخريطيات.
لعب مع أندية الغرافة و أم صلال و الخريطيات و معيذر و السيلية.

## روابط خارجية
- سعيد الحاج على موقع Soccerway.com (الإنجليزية)